# 팀 더 클레르
팀 더 클레르(네덜란드어: Tim de Cler, 1978년 11월 8일, 자위트-홀란트 주 레이던 ~)는 네덜란드의 전직 프로 축구 선수로, 현역 시절 아약스, AZ, 페예노르트, 그리고 AEK 라르나카에서 좌측 수비수로 활약했다.

## 유년 시절
더 클레르는 자위트-홀란트 주 레이던 출신이다. 그는 15명 남짓 20명 되는 동년배들과 레이던에서 유년기를 보냈다. 그는 형제 헹크와 거리에서 축구를 하곤 했다.

## 클럽 경력

### 뤼흐뒤뉨
더 클레르는 6세의 나이로 아마추어 뤼흐뒤뉨에 입단하면서 축구를 시작했다. 그는 이 곳에서 12세까지 중앙 수비수로 뛰었다. 아약스가 그를 포착하였는데, 더 클레르는 페예노르트를 지지했지만, 유명한 유소년 훈련 체계를 완비한 경쟁 구단에 입단하게 되었다.

### 아약스
더 클레르는 아약스에서 처음에 좌측면을 맡았지만, 좌측 수비를 맡아 유소년 축구계에서 A급으로 평가받았다. 그는 1군 프로 계약을 제의받고 아약스 2군에 승격되었다. 간혹, 그는 1군에 차출되어 구단 최고의 선수들과 훈련에 동행했다.
1998년 4월 23일, 더 클레르는 6-1로 이긴 빌럼 II와의 안방 경기에서 프로 신고식을 치렀다. 이틀 후, 그는 2군에서도 경기를 뛰다가 정강뼈 골절로 4달 결장했다. 같은 해, 아약스는 에레디비시와 KNVB 베커르를 석권했지만, 이는 더 클레르의 소속 구단 1군이 이룬 업적이었고, 그는 부상으로 인해 구단이 거둔 성과에 만감이 교차했다. 부상에서 회복한 그는 날아온 공에 정강뼈를 강타당해 또다시 4달 결장했다. 그는 다시 완쾌되고 나서야 아약스의 1군에 재합류할 수 있었다. 아약스는 1998-99 시즌에 KNVB 베커르를 우승했는데, 더 클레르는 이 때가 1년 전에 2관왕을 거둘 때보다 기뻤다고 회고했다.
더 클레르는 아약스 시절, 크리스티안 키부, 존 오브라이언, 그리고 마스웨우와 주전 수비 자리를 놓고 경합했지만, 그 와중에도 꾸준히 출전 기회를 잡았다. 그는 2001-02 시즌에 아약스에서 마지막 해를 보냈는데, 에레디비시와 KNVB 베커르를 모두 석권했다.

### AZ
더 클레르는 2002년 여름에 아약스를 떠나 당시 중위권 구단이었던 AZ로 이적했다. 그는 알크마르에서의 1년차에 에레디비시를 10위로 마감했지만, 2003년에 코 아드리안서 감독이 취임하면서 상황이 급변했다. 아드리안서 감독의 취임으로 AZ는 2003-04 시즌에 유럽대항전 진출권을 손에 넣었다. AZ는 아드리안서 감독의 취임으로 유럽에서도 알아주는 네덜란드의 3대 거함인 아약스 페예노르트, 그리고 PSV 사이에서 일취월장하며 전례 없는 시기를 맞이했다. 2005년, AZ는 UEFA컵 준결승전에 진출했고, 스포르팅 리스본에게 원정 다득점으로 밀리며 간발의 차이로 탈락했다. 더 클레르는 마르코 판 바스턴 감독의 2006년 월드컵 최종 명단에 이름을 올렸다. 그는 월드컵에서 아르헨티나와의 경기에 1번 출전했는데, 결과는 득점 없는 무승부였다.
그는 2006-07 시즌에 AZ에서의 마지막 해를 보냈는데, AZ는 마지막 경기 전까지 아약스, PSV와 승점에서 동률을 이루었다. 한편, AZ는 골득실에서 앞섰기 때문에 최종전이 끝나고 승점이 동률이면 리그를 우승할 수 있었다. 아약스와 PSV는 나란히 최종전에서 승리를 거두었지만, AZ만 엑셀시오르에게 패하면서 리그를 3위로 마감했다. AZ는 KNVB 베커르 결승전에도 올랐지만, 아약스와의 승부차기까지 가는 접전 끝에 석패하며 준우승에 만족해야 했다.

### 페예노르트

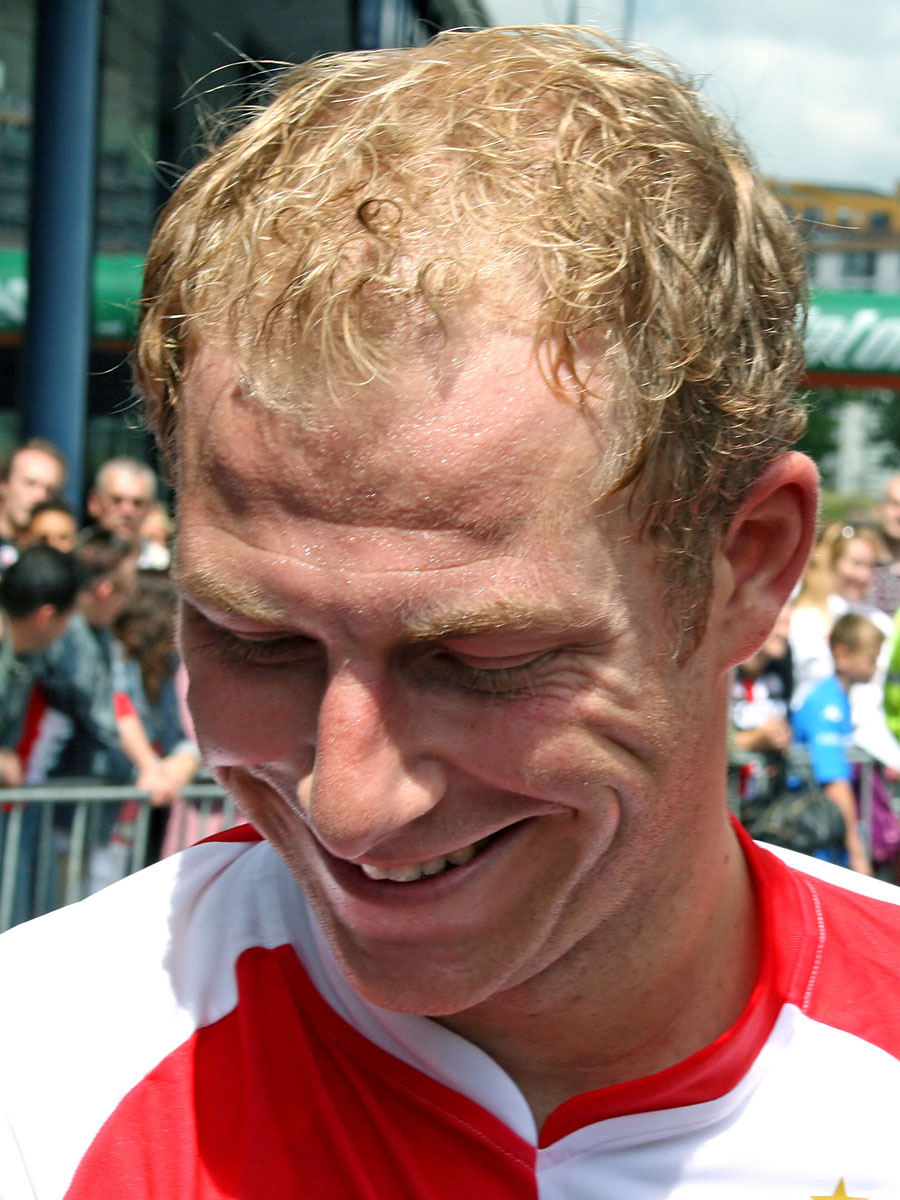
2007년, 페예노르트의 더 클레르

AZ에서 5년을 보낸 더 클레르는 분위기의 쇄신을 노렸다. PSV와 페예노르트 모두 그의 영입에 관심을 표했다. 그의 대행자이자 로이 마카이와 케빈 호플란트와 동행하기도 하는 롭 얀선은 행선지를 놓고 선수들과 논의했고, 그 결과 페예노르트가 세 선수를 모두 품게 되었다. 또한 지오바니 판 브롱크호르스트의 대리인인 시히 런스 또한 베르트 판 마르베이크의 페예노르트 감독 계약 조항에 따라 입단하게 되었는데, 이 선수들이 몇 주 사이에 한꺼번에 입단했다.

### AEK 라르나카
2011년 6월 30일, 페예노르트와 결별한 더 클레르는 구단 감독 요르디 크라위프의 조언에 따라 키프로스 1부 리그의 AEK 라르나카와 2년 계약을 맺었다.
2013년에 축구화를 벗은 더 클레르는 유소년 시절 구단인 루흐뒤뉨으로 복귀했다.

## 국가대표팀 경력
더 클레르는 네덜란드 국가대표팀 경기에 출전한 적이 있다. 그는 마르코 판 바스턴 감독이 2004년 8월에 취임한 이래 꾸준히 차출되었고, 2006년 월드컵과 유로 2008에 차출되었다.

## 경력 통계

### 클럽
| 구단         | 시즌      | 리그              | 리그 | 리그 | 컵   | 컵 | 대륙 | 대륙 | 합계 | 합계 |
| 구단         | 시즌      | 리그명            | 출장 | 골   | 출장 | 골 | 출장 | 골   | 출장 | 골   |
| ------------ | --------- | ----------------- | ---- | ---- | ---- | -- | ---- | ---- | ---- | ---- |
| 아약스       | 1997–98   | 에레디비시        | 1    | 0    | 0    | 0  | 0    | 0    | 1    | 0    |
| 아약스       | 1998–99   | 에레디비시        | 12   | 0    | 0    | 0  | 0    | 0    | 12   | 0    |
| 아약스       | 1999–2000 | 에레디비시        | 21   | 0    | 0    | 0  | 0    | 0    | 21   | 0    |
| 아약스       | 2000–01   | 에레디비시        | 25   | 2    | 0    | 0  | 0    | 0    | 25   | 2    |
| 아약스       | 2001–02   | 에레디비시        | 16   | 0    | 0    | 0  | 0    | 0    | 16   | 0    |
| 아약스       | 합계      | 합계              | 75   | 2    | 0    | 0  | 0    | 0    | 75   | 2    |
| AZ           | 2002–03   | 에레디비시        | 30   | 2    | 0    | 0  | 0    | 0    | 30   | 2    |
| AZ           | 2003–04   | 에레디비시        | 33   | 0    | 0    | 0  | 0    | 0    | 33   | 0    |
| AZ           | 2004–05   | 에레디비시        | 32   | 1    | 0    | 0  | 12   | 0    | 44   | 1    |
| AZ           | 2005–06   | 에레디비시        | 30   | 0    | 0    | 0  | 7    | 0    | 37   | 0    |
| AZ           | 2006–07   | 에레디비시        | 32   | 1    | 0    | 0  | 11   | 0    | 43   | 1    |
| AZ           | 합계      | 합계              | 157  | 4    | 0    | 0  | 30   | 0    | 187  | 4    |
| 페예노르트   | 2007–08   | 에레디비시        | 32   | 1    | 0    | 0  | 0    | 0    | 32   | 1    |
| 페예노르트   | 2008–09   | 에레디비시        | 19   | 0    | 2    | 0  | 5    | 0    | 26   | 0    |
| 페예노르트   | 2009–10   | 에레디비시        | 7    | 0    | 3    | 0  | 0    | 0    | 10   | 0    |
| 페예노르트   | 2010–11   | 에레디비시        | 29   | 0    | 1    | 0  | 2    | 0    | 32   | 0    |
| 페예노르트   | 합계      | 합계              | 87   | 1    | 6    | 0  | 7    | 0    | 100  | 1    |
| AEK 라르나카 | 2011–12   | 키프로스 1부 리그 | 26   | 1    | 0    | 0  | 0    | 0    | 26   | 1    |
| AEK 라르나카 | 2012–13   | 키프로스 1부 리그 | 15   | 0    | 0    | 0  | 0    | 0    | 15   | 0    |
| AEK 라르나카 | 합계      | 합계              | 41   | 1    | 0    | 0  | 0    | 0    | 41   | 1    |
| 경력 합계    | 경력 합계 | 경력 합계         | 361  | 8    | 6    | 0  | 37   | 0    | 404  | 8    |

## 수상
아약스
- 에레디비시: 1997–98, 2001–02
- KNVB 베커르: 1998–99, 2001–02

페예노르트
- KNVB 베커르: 2007–08[7]